# ア・ウィルヘルム・スクリーム
ア・ウィルヘルム・スクリーム（A Wilhelm Scream）は、アメリカ合衆国マサチューセッツ州にて結成されたメロディック・ハードコア・バンド。

## 略歴
元々は「スマッキン・アイザイア（Smackin' Isaiah）」というバンド名で活動していた。新しいギタリストの加入を機にバンド名をア・ウィルヘルム・スクリームに変更。2002年1月にアルバム『Benefits Of Thinking Out Loud』をJump Start Recordsよりリリース。この頃からバンドは全米規模での知名度を獲得するようになり、同年のワープド・ツアーではメインステージでプレイする程の人気を得るようになる。2003年の4月からパンク・ロック・シーンの伝説の人ビル・スティーヴンソン（ブラック・フラッグ、ディセンデンツ、オール、MxPx、KEMURI、レス・ザン・ジェイク等）をプロデュースに迎え（スマッキン・アイザイアも含めると）3枚目となるアルバム『ミュート・プリント』をレコーディングした。

## メンバー

### 現在のメンバー
- ヌーニョ・ペレイラ (Nuno Pereira) - ボーカル (1999年– )
- トレヴァー・ライリー (Trevor Reilly) - ギター、ボーカル (1999年– )
- ベン・マレイ (Ben Murray) - ギター (2022年– )
- ブライアン・J・ロビンソン (Brian J. Robinson) - ベース、バック・ボーカル (2006年– )
- ニコラス・パスカーレ・アンジェリーニ (Nicholas Pasquale Angelini) - ドラム (1999年– )

### 旧メンバー
- ジョナサン・テーヴス (Jonathan Teves) – ベース、バック・ボーカル (1999年–2005年)
- ジョン・カルヴァーリョ (John Carvalho) - ギター (1999年-2001年)
- クリス・レヴェスク (Christopher Levesque) – ギター (2001年–2007年)
- マイク・スピーナ (Mike Supina) – ギター (2008年–2018年)
- ジェイソン・ミルバンク (Jason Milbank) – ギター (2019年–2022年)

## 使用楽器
- トレヴァー・ライリー - ギター/ボーカル
  - 1982 ギブソン・レスポール カスタム
  - セイモア・ダンカン SH-5 カスタム
  - アーニーボール スキニートップ・ヘヴィボトム
  - メサブギー デュアル レクチファー

- マイク・スピーナ - ギター
  - ギブソン・レスポール スタンダード シルバーバースト
  - ギブソン・レスポール スタンダード ブラウンサンバースト
  - ピービー 5150
  - マーシャル 1960B
  - マクソン OD-808

## ディスコグラフィ

### スタジオ・アルバム
- The Way to a Girl's Heart Is Through Her Boyfriend's Stomach (2000年) ※スマッキン・アイザイア名義
- Benefits of Thinking Out Loud (2001年)
- 『ミュート・プリント』 - Mute Print (2004年)
- Ruiner (2005年)
- 『キャリア・スーサイド』 - Career Suicide (2007年)
- Partycrasher (2013年)
- Lose Your Delusion (2022年)

### EP
- The Champagne of Bands... We Know Sexy (2002年)
- Diver (2006年)
- 『ア・ウィルヘルム・スクリーム』 - A Wilhelm Scream (2009年)